# Dům na Pernštýnském náměstí 49
Dům na Pernštýnském náměstí č. p. 49 v Pardubicích je třípodlažní stavba obdélníkového půdorysu. V prvním patře budovy jsou částečně dochovány původní klenby z poloviny 16. století. Fasáda objektu je pozdně barokního stylu. Dispozice přízemí byla v osmdesátých letech 19. století degradována necitlivými zásahy.
Dům vznikl na parcele předchozího domu po požáru města počátkem 16. století a sloužil jako panská apatyka.Po dobu více než dvaceti let byl majetkem pánů z Pernštejna.
V devatenáctém století zde určitou dobu působil významný obrozenecký tiskař Jan Hostivít Pospíšil.
V tomto domě se narodil František Lexa, zakladatel československé egyptologie. Lexa ve svých memoárech vzpomíná na reliéf „Jonášovo vyvržení z velké ryby u Ninive“ na průčelí sousedního Domu u Jonáše.
Od roku 1917 sídlila v domě strojní pletárna Karla Viktory, až do r. 1948, kdy byla znárodněna. K areálu rovněž patřil dům čp. 49A, který svým průčelím byl obrácen do sousední ulice Na Třísle. Vystavěn byl v empírovém slohu po roce 1839  (přesné údaje nejsou k dispozici), v roce 1972 byl původní majitel vystěhován a dům demolován. Na jeho místě vyrostl bytový dům pro armádu.
Po roce 1989 byl dům čp.49 vrácen v původním majitelům. Nyní zde sídlí knihkupectví a fotostudio.
První patro prošlo letech 2011 a 2012 rozsáhlou rekonstrukcí, která z velké části vrátila prostorům původní renesanční podobu. Do února 2017 zde byla provozována kavárna, v současnosti jsou zde výtvarné dílny a přednáškový sál sousední Východočeské galerie. Dům má původní gotické sklepy, které po opravě slouží od roku 2014 jako výstavní prostor pro soudobé a experimentální umění galerie Artspace NOV. 
V druhé polovině roku 2018 byla provedena obnova fasády a oken. Stavebněhistorický průzkum nepřinesl v této souvislosti žádné závažné objevy. Objevily se pouze fragmenty terakotového ostění v 3.NZP a přizdívka z doby po Třicetileté válce.

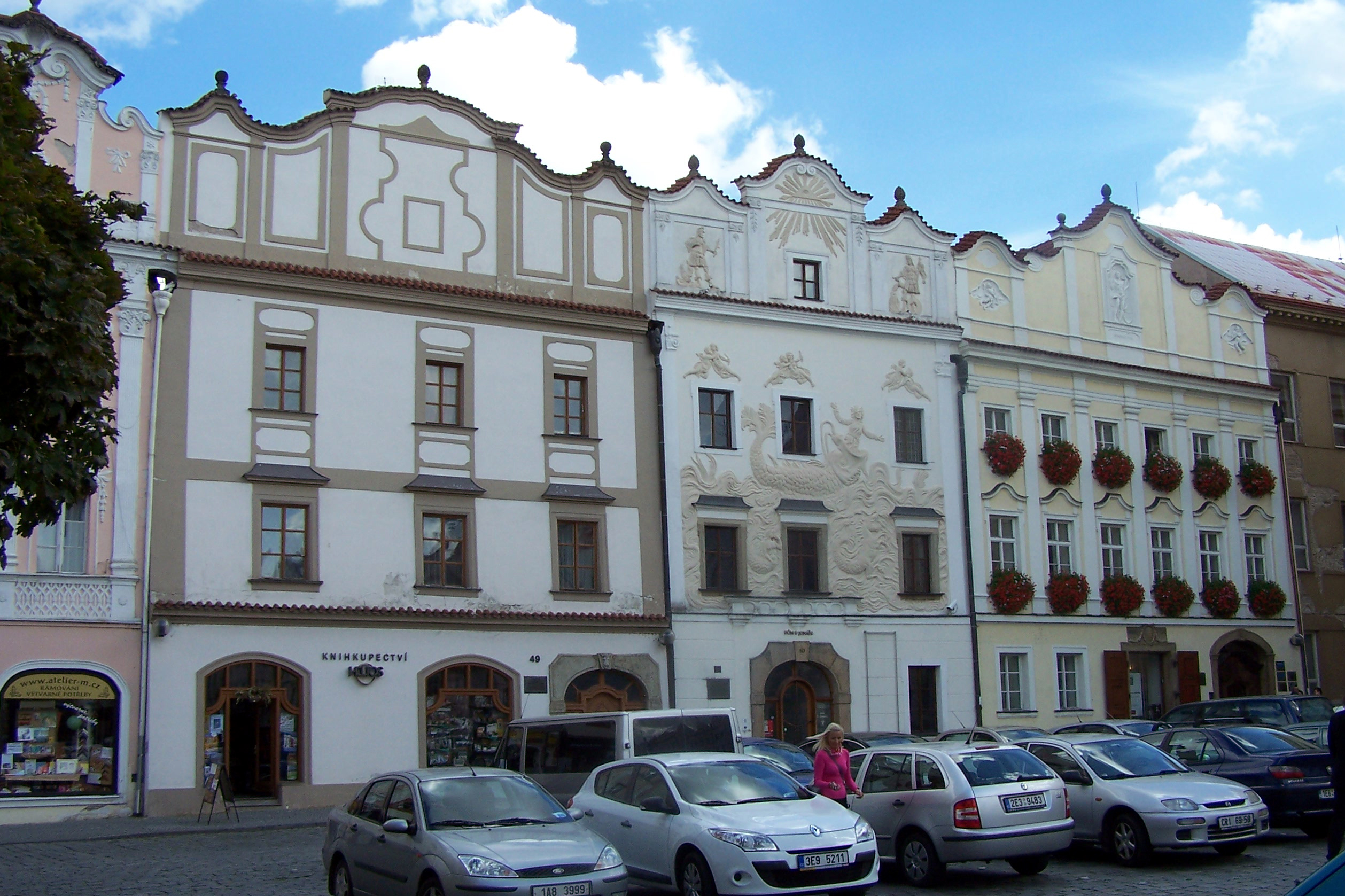
Dům č. p. 49 (vlevo) a sousední dům U Jonáše
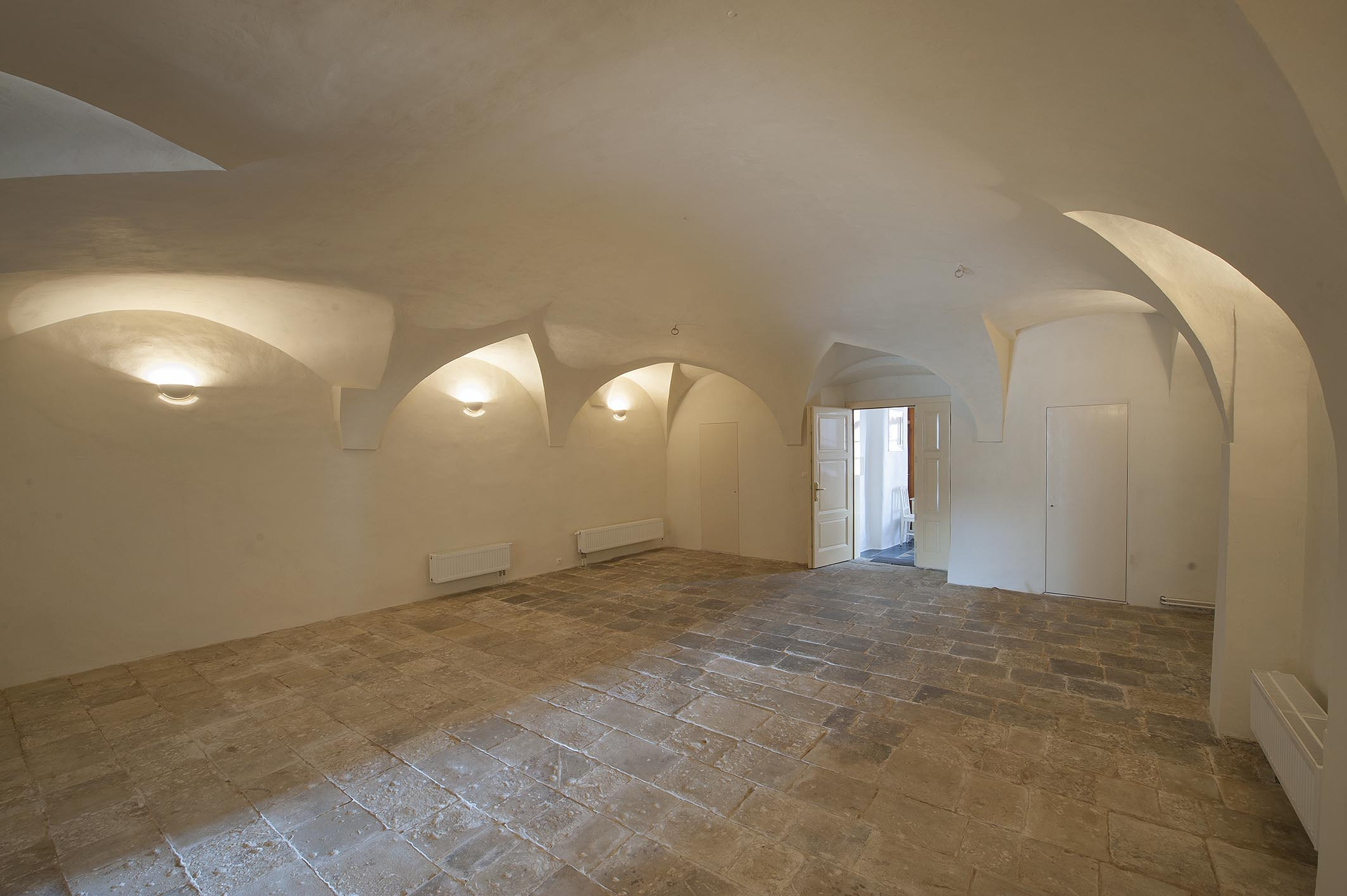
Rekonstruovaná horní síň v prvním patře čp. 49
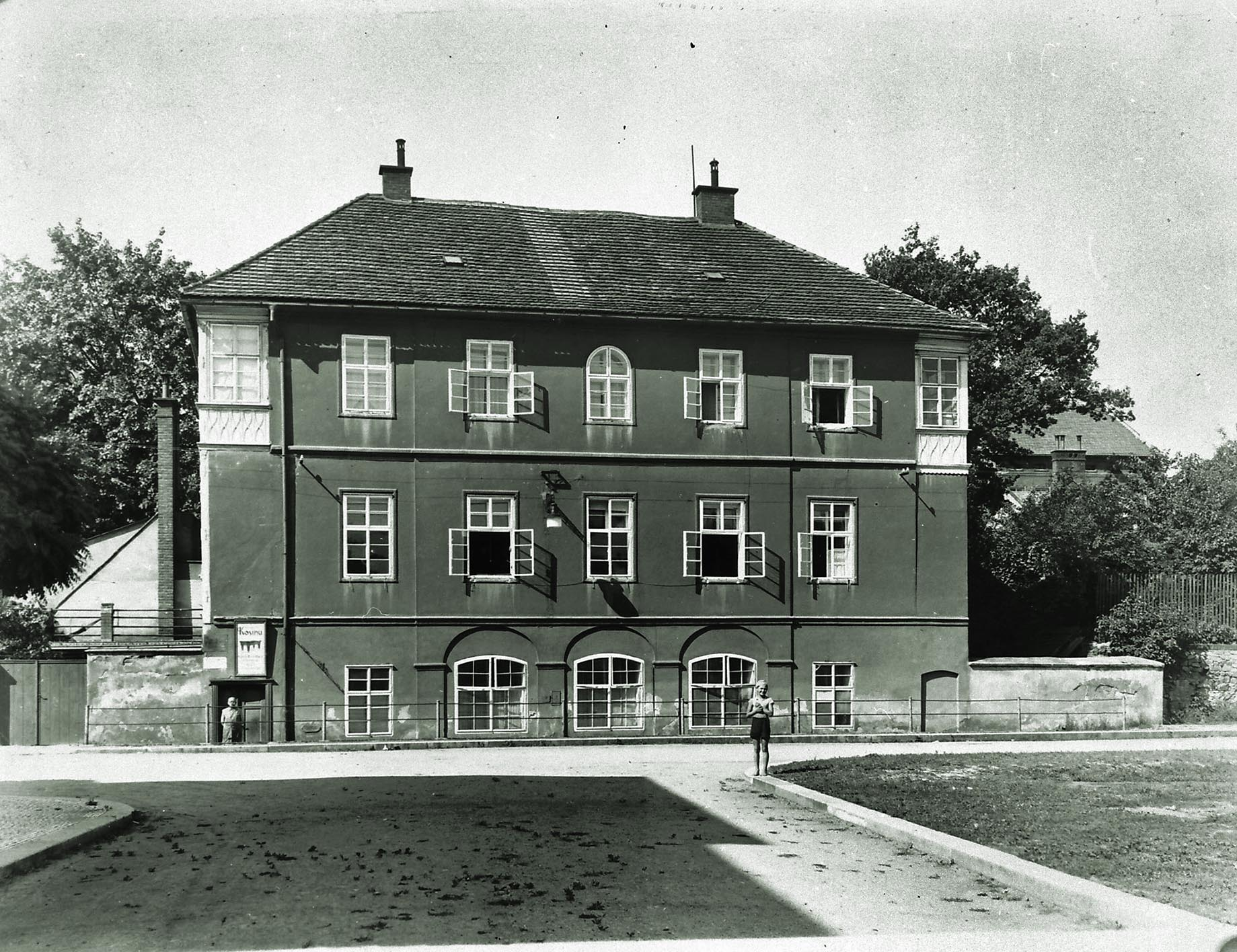
Zbořený dům čp. 49A
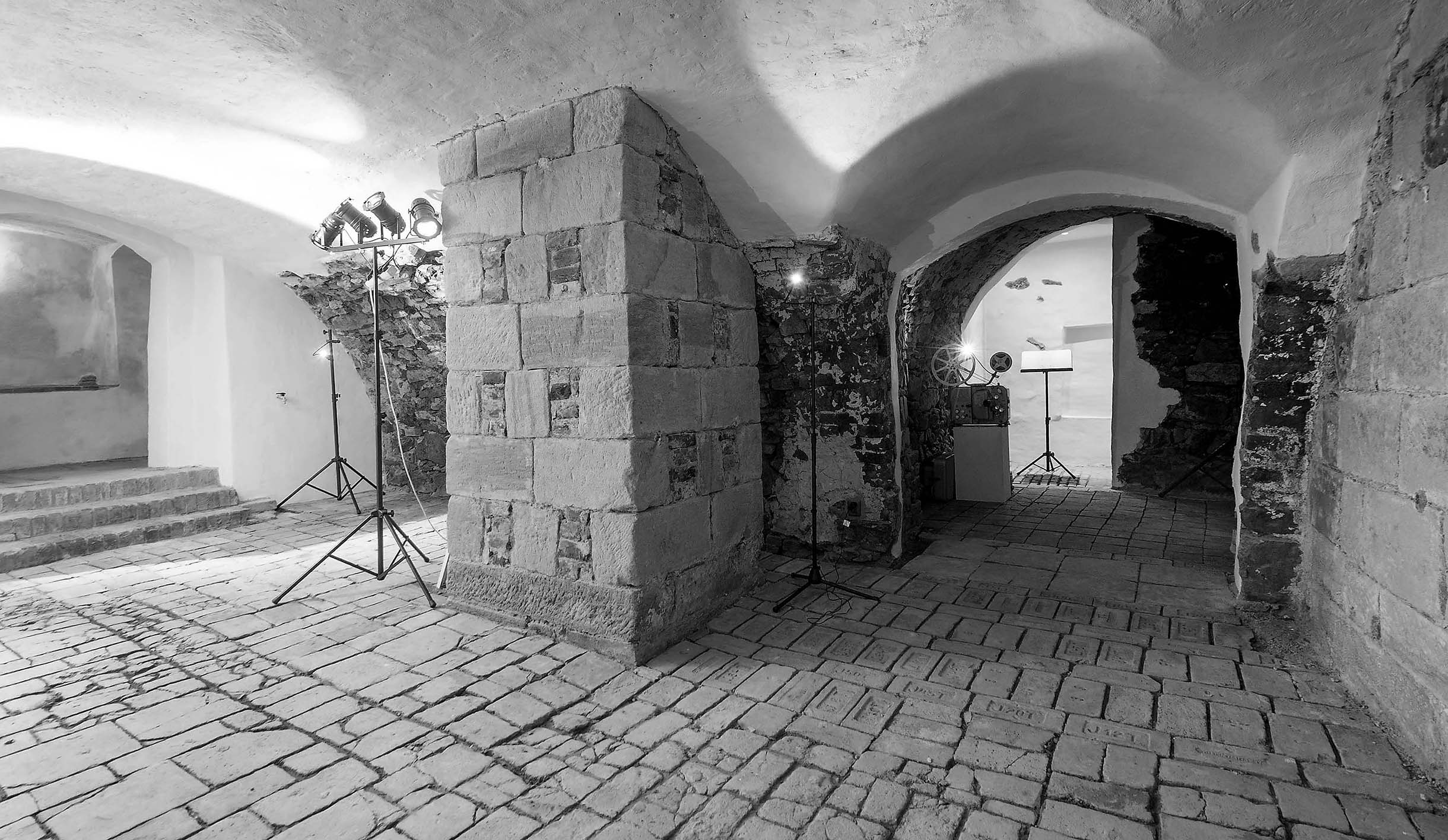
Sklep domu čp. 49. Pilíř uprostřed je tvořen pískovcovými díly ostění. Byl vestavěn koncem 19. století
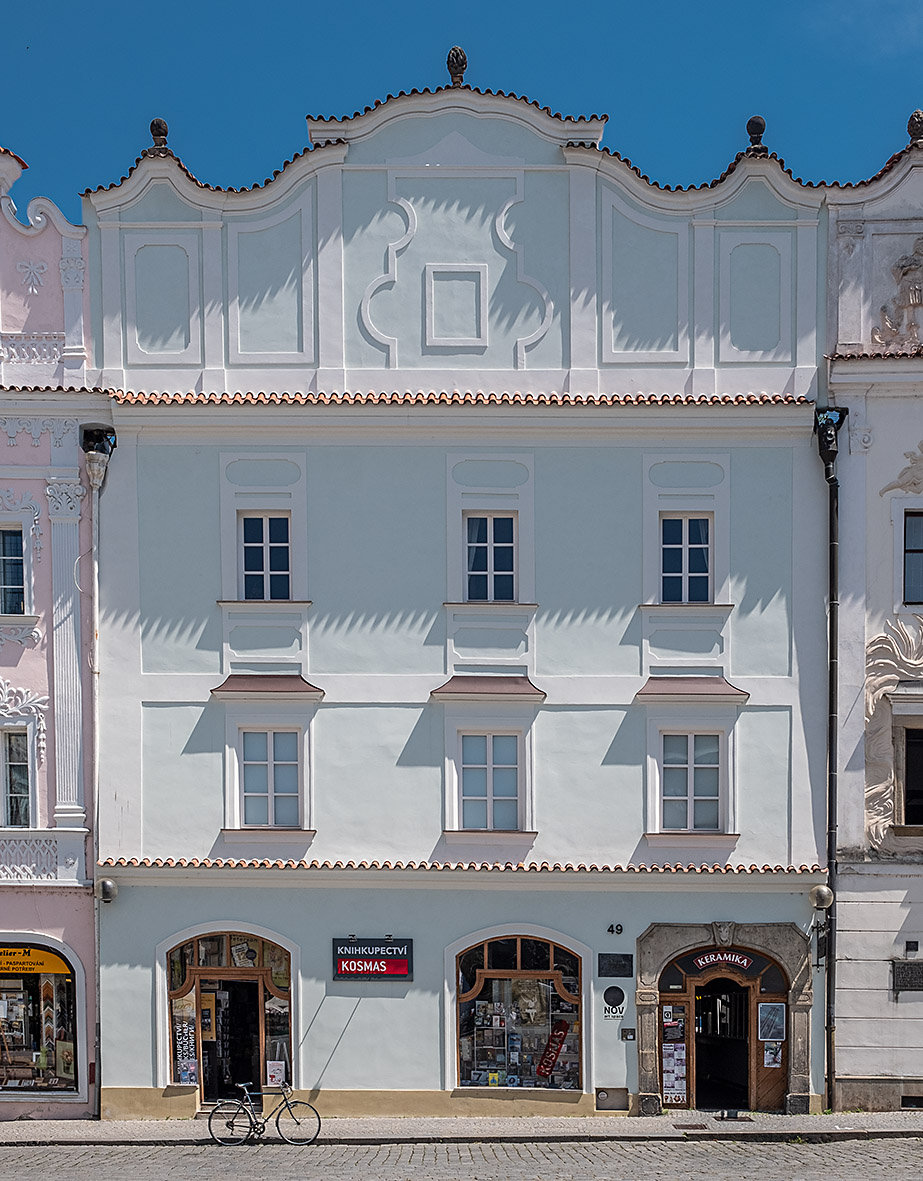
Nová fasáda domu z roku 2018